# Biblia Franciszka Skaryny
Biblia Franciszka Skaryny – przekład 22 ksiąg Starego Testamentu na język ruski, wykonany przez prekursora drukarstwa wschodniosłowiańskiego Franciszka Skarynę i wydany w Pradze w latach 1517–1519. Księgi były starannie ilustrowane, zawierały wstęp, posłowie i komentarze. Wydanie części Biblii w języku ruskim stawiało wschodniosłowiańską biblistykę w czołówce europejskiej, wyprzedzając biblistykę polską o co najmniej kilkanaście lat.

## Opis
Pierwsza wydana przez Skarynę w 1517 roku księga Pisma Świętego – Księga Psalmów – ukazała się w języku staro-cerkiewno-słowiańskim i zawierała 150 psalmów kanonicznych, psalm dodatkowy, 10 kantyków oraz wyjaśnienie trudniejszych słów. Tego Psałterza Skaryna nie tłumaczył lecz wydał go na podstawie jakiegoś rękopisu w którym dokonał niewielkich zmian redakcyjnych. 
Kolejne księgi wydano już w języku ruskim (będącym językiem urzędowym Wielkiego Księstwa Litewskiego), o wiele bardziej zrozumiałym dla ówczesnego prawosławnego czytelnika. Z języka tego rozwinął się później m.in. język białoruski, toteż Biblia Ruska uważana jest za pierwszą książkę wydaną w tym języku. Skaryna wplatał do tego języka słowa z języka staro-cerkiewno-słowiańskiego, co nadawało tekstowi podniosły charakter. Zawierała też elementy żywej mowy ludu białoruskiego przez co wpływała na rozwój tego języka.

## Zawartość
Biblia Franciszka Skaryny w języku ruskim obejmuje następujące księgi: wydane w 1517 roku Księga Hioba (10 września), Księga Przysłów (6 października), Mądrość Syracha (5 grudnia), wydane w 1518 roku Księga Koheleta (2 stycznia), Pieśń nad pieśniami (9 stycznia), Księga Mądrości (19 stycznia), cztery Księgi Królewskie (w jednym tomie – 10 sierpnia), Księga Jozuego (20 grudnia) oraz wydane w 1519 roku Księga Judyty (9 lutego), Księga Sędziów (15 grudnia). Bez daty dziennej wydane w 1519: Księga Rut, Księga Daniela, Księga Estery, Lamentacje Jeremiasza. Ponadto Pięcioksiąg (każda z ksiąg w osobnym tomie), Księga Rodzaju datowana 1519 a pozostałe bez żadnej informacji o dacie wydania.
Skaryna wydawał kolejne księgi w przypadkowej kolejności. Daty wydania wskazują, że część Ksiąg miał gotowe gdy przystąpił do drukowania, a nad kolejnymi pracował i wydawał je po ukończeniu tłumaczenia. Niewykluczone, że wydał jeszcze kolejne Księgi, które jednak się nie zachowały. Niektóre nieopublikowane księgi zachowały się w trzech rękopisach. Jeden, ułożony już w porządku kanonicznym i zawierający m.in. dwie Księgi Kronik, cztery Księgi Ezdrasza oraz Księgę Tobiasza, został spalony przez Niemców w pożarze Biblioteki Krasińskich w 1944 po upadku powstania warszawskiego. Został on sporządzony przez Dymitra z Zinkowa w latach 1575–1577. Drugi, przechowywany najpierw w monasterze Narodzenia NMP w Wicyniu a później we Lwowie, rozdzielono na dwie części. Część lwowska zawiera niewydaną drukiem Księgę Kronik, a część wysłana potajemnie w 1843 roku do Sankt Petersburga zawiera: Księgi Ezdrasza, Tobiasza, Izajasza, Jeremiasza, Ezechiela, 12 proroków mniejszych oraz Księgi Machabejskie.
W Wilnie przechowywany jest trzeci rękopis z przekładami Skaryny, pochodzący z XVI wieku, który zawiera napisane przez niego przedmowy do Ksiąg: Izajasza, Jeremiasza, Barucha, Ezechiela, 12 proroków mniejszych i Daniela, dalej Księgi: 12 proroków mniejszych i następnie większych oraz mowę Epifaniusza z Cypru opisującą imiona, pochodzenie, zgon i miejsce pochówku proroków, a także informację: „napisane z Biblii czeskiej”.
Początkowo Skaryna zamierzał przetłumaczyć także księgi Nowego Testamentu jednakże od tego zamiaru odstąpił. Wydał w języku cerkiewnosłowiańskim z lokalnymi naleciałościami językowymi Małą księgę podróżną zawierającą 10 fragmentów Ewangelii, 1 fragment Dziejów Apostolskich i 7 czytań z Listów.

## Podstawa tłumaczenia
Wydawca korzystał z Biblii weneckiej, czeskiego przekładu wydanego w roku 1506, a także z Wulgaty (czterotomowe wydanie Antona Kobergera z 1487), Septuaginty i niekompletnego staro-cerkiewno-słowiańskiego przekładu autorstwa Cyryla i Metodego. Nie posługiwał się natomiast oryginałem hebrajskim.

## Znaczenie
Po tym jak Skaryna opuścił Pragę i udał się w 1520 roku do Wilna, zaprzestał wydawania kolejnych ksiąg Starego Testamentu. Nikt inny nie podjął się tego zadania. Cerkiew nie  wspierała tego przekładu, ani też nie posługiwała się nim. Księgi wydane były w małym nakładzie (niektóre tylko kilku sztuk) i nie odegrały większej roli w rozwoju elit białoruskich, ulegających po unii lubelskiej (1569) powolnej polonizacji. Historyczne znaczenie przekładu Skaryny (dokonanego zanim Marcin Luter przełożył Biblię na język niemiecki) podkreślać zaczęto w XIX wieku, kiedy zaczęła kształtować się białoruska świadomość narodowa.
O doniosłości tłumaczenia Skaryny pisał między innymi slawista Aleksander Naumow, który uważa cząstkowe wydania w języku ruskim za stawiające wschodniosłowiańską biblistykę w czołówce europejskiej. Przekłady Skaryny z lat 1517–1519 wyprzedziły pierwsze polskie przekłady drukowane o kilkanaście lub kilkadziesiąt lat: Psałterz krakowski (1532), Psałterz Walentego Wróbla (1539), Nowy Testament Stanisława Murzynowskiego (1553) czy Biblia Leopolity (1561).
Zachowało się 266 kodeksów z przekładami Franciszka Skaryny. Większość z nich to pojedyncze księgi lub ich fragmenty, a 40 to oprawione razem konwoluty. Księgi Starego Testamentu wydano jako faksymile w Mińsku w trzech tomach w latach 1990–1991. W roku 2002 w ramach serii Biblia Slavica opublikowano obszerne komentarze do przekładu ST, autorstwa m.in. A. McMillina, Vl. Konana i A.I. Žuraŭskiego, dołączając faksymile ksiąg Nowego Testamentu z komentarzem Hansa Rothego.
Kolejnym przekładem fragmentów Biblii na język białoruski były Ewangelie Wasila Ciapińskiego wydane około roku 1580.